# ريتشارد غان (ممثل)
ريتشارد غان (بالإنجليزية: Richard Gunn)‏ هو ممثل أمريكي، ولد في 23 مايو 1975 في الولايات المتحدة.

## أعمال

### أفلام
- (2015) أماكن مظلمة[3]

### مسلسلات
- ملاك الظلام

## وصلات خارجية
- ريتشارد غان على موقع IMDb (الإنجليزية)
- ريتشارد غان على موقع قاعدة بيانات الفيلم (الإنجليزية)